# 小佐田定雄
小佐田 定雄（おさだ さだお、1952年2月26日 - ）は、日本の演芸研究家、演芸作家、落語作家、狂言作家。関西演芸作家協会会員。本名、中平定雄。大阪府大阪市生まれ。1974年に関西学院大学法学部卒業。妻は、弟子のくまざわあかね(2004年 - ）。ドイツ人の孫あり。

## 来歴
中学生の頃に、桂米朝やSF作家の小松左京が出演する番組『題名のない番組』（ラジオ大阪）を聴き、ハガキ投稿の常連となる。関西学院大学在学中は、古典芸能研究部に所属した。在学時期は重ならないものの、5代目桂米團治は大学（学部は文学部）および古典芸能研究部の後輩に当たる。1971年11月11日に朝日放送ラジオが開催した「1080分落語会」に通しで参加した約50人の一人だったという。
卒業後、火災保険会社のサラリーマンをしながら落語会通いをする。1977年に桂枝雀に宛てて新作落語「幽霊の辻」を郵送したことで認められ、落語作家デビュー。しばらくはサラリーマンと作家を兼業していたが、1987年から専業の落語作家となった。以後上方の新作や滅びた古典落語などの復活、改作や江戸落語の上方化などを手掛ける。現在は狂言などの研究や大学での講師としても活躍している。
1988年に上方お笑い大賞秋田実賞。1990年、第7回咲くやこの花賞（文芸その他部門）受賞。1995年に第1回大阪舞台芸術賞奨励賞受賞。2021年第42回松尾芸能賞優秀賞。
2006年、大銀座落語祭2006にて「小佐田定雄の世界 新作落語」のつくり方というイベントを開催。自身作の落語の公開と、桂小春團治との対談を行った。
2016年8月、東京・歌舞伎座で上演された新作歌舞伎『廓噺山名屋浦里』の脚本を手掛けている。この物語の原案は笑福亭鶴瓶の新作落語『山名屋浦里』で、その噺のもとは、ブラタモリでタモリが吉原を訪れた際に聞いた話を「落語にできないか」と鶴瓶にもちかけたものである。原作はくまざわあかね。

## 主な作品
- 幽霊の辻
- 雨乞い源兵衛
- 貧乏神
- 遺言
- 茶漬えんま
- まじたつ
- 帰り俥
- わいの悲劇
- 神だのみシリーズ
- 哀愁列車
- 雨月荘の惨劇
- 次の節季
- 時の氏神
- 狐芝居
- 産湯狐
- 高宮川天狗酒盛
- マキシム・ド・ゼンザイ
- 京橋第三小学校
- 落語、鍼へ行きましょう
- ぼくらは名コンビ
- 怪談みどろヶ沼（くまざわあかねとの共作）
- さわやか侍
- 食通夜
- 長屋浪士
- 熱血学園
- 喧嘩売買
- 見舞い酒
- ロボットしずかちゃん
- 上方落語四天王 さえずり噺〜ああ、青春の上方落語〜（MBSラジオ『茶屋町MBS劇場』2016年11月26日放送分で流されたラジオドラマ）
- 月に群雲
- 火事場盗人

## 主な落語以外の舞台脚本

### 歌舞伎
- 『廓噺山名屋浦里』（2016年）
- 『心中月夜星野屋』（2018年）　＊原作は落語「星野屋」
- 『福叶神恋噺』（2024年）＊原作は落語「貧乏神」

### 文楽
- 『かみなり太鼓』（2014年）

## 番組
構成
- 文珍・南光のわがまま演芸会（NHK総合テレビ）※構成企画
- 文珍・南光の家訓をたずねて
- ＪＯＢＫ１００年　桂米朝　なにわ落語青春噺（ばなし）（2025年6月21日、NHK総合（関西））※ドラマ原案

出演
- 上方演芸ホール→上方落語の会（NHK総合テレビ）

※司会。落語家、およびその作品の舞台や作品背景の解説
- 丑三つ亭（MBS、不定期）
- かんさい土曜ほっとタイム（NHK大阪放送局製作のNHKラジオ第1放送）月1回のコーナー
- 米朝よもやま噺（ABCラジオ、2011年7月）ゲスト出演
- 文珍・小佐田 夜のひだまり（ABCラジオ、2023年7月～）毎週月曜よる9時15分～　レギュラー

## コラム・他
- 上方おさだまり通信（東京かわら版）
- 読んであげて - 毎日ｊｐ(毎日新聞)

## 著書

### 単著
- 「茶漬えんま　桂枝雀新作落語集」（コア企画出版　1989
- 「上方落語米朝一門おさだまり噺」（弘文出版 1991）
- 「噺の肴　らくご副食本」（弘文出版 1996）
- 「よむらくご　新こてん落語集」（弘文出版 1997）
- 「落語大阪弁講座」（平凡社 2002）
- 「桂米朝噺の世界」向陽書房 2002）
- 「5分で落語のよみきかせ　大人も読んで楽しい!子供も聞いて楽しい!」（PHP研究所 2005
- 「5分で落語のよみきかせ ふしぎなお話の巻」（PHP研究所 2005）
- 「5分で落語のよみきかせ とんだ珍騒動の巻」（PHP研究所 2006
- 『読み聞かせ子どもにウケる「落語小ばなし」』PHP研究所 2009
- 『大笑い!東海道は日本晴れ!! 巻の3』くもん出版 2009
- 『上方落語のネタ帳 1分でわかる噺のあらすじ笑事典』PHP研究所 2011
- 『枝雀らくごの舞台裏』2013 ちくま新書
- 『米朝らくごの舞台裏』2015 ちくま新書
- 『上方らくごの舞台裏』2018 ちくま新書
- 『新作らくごの舞台裏』2020 ちくま新書

### 共書
- 「茂山家の人びと　京都の狂言師」（立川志の輔共著、淡交社 2006）
- 五代目桂文枝『あんけら荘夜話』編  青蛙房  2011
- 『吉朝庵 桂吉朝夢ばなし』（上田康介著、小佐田定雄監修、淡交社 2011)
- 『青春の上方落語』笑福亭鶴瓶,桂南光,桂文珍,桂ざこば,桂福團治,笑福亭仁鶴著 編 2013 NHK出版新書

## 弟子
- 中西らつ子（イラストレーター）
- くまざわあかね（落語作家、妻）
- 北村京子（放送作家・落語作家）[10]